# NowYellow
NowYellow es una división perteneciente a WolfAnd10, creadora de un Mall Virtual en Internet con el mismo nombre. Actualmente, dicha empresa opera principalmente en Costa Rica, Centroamérica.

## Historia
NowYellow fue fundado el 18 de septiembre de 2010, tomando también como referencia el día en que se registró el dominio. Durante los años anteriores, dicha empresa se ha centrado en elaborar nuevas formas y sistemas de navegación innovadoras en donde el usuario tiene una experiencia diferente de visualizar la información de los productos en venta sobre el Internet. Además, logró darle un espacio a los servicios, los cuales coloca en el mercado como cualquier producto físico, dando así, la posibilidad de que personas físicas logren comercializar sus servicios en cualquier lugar del mundo.